# Conway Twitty
Harold Lloyd Jenkins conocido artísticamente como Conway Twitty (Friars Point, Misisipi; 1 de septiembre de 1933-Springfield, Misuri; 5 de junio de 1993) fue un cantante estadounidense, uno de los artistas más laureados de la música country en Estados Unidos durante el siglo XX. La mayor parte de su trayectoria profesional la desarrolló como cantante country aunque también llegó a tener éxito con temáticas rock and roll, rythm & blues y música pop. Hasta el año 2000 tuvo el récord de más números uno en las listas de sencillos de country en 45 ocasiones.

## Biografía

### Juventud
Harold Lloyd Jenkins nació el 1 de septiembre de 1933 en Friars Point, Misisipi.
Le fue puesto el nombre de Jenkins por su tío abuelo, actor de cine mudo, Harold Lloyd. La familia Jenkins se mudó a Helena, Arkansas cuando Jenkins tenía 10 años y fue en aquella localidad donde Jenkins actuó en su primer grupo, los Phillips County Ramblers. [cita requerida]
Dos años después, obtuvo su propio programa de radio todos los sábados por la mañana.  Jenkins también practicaba su otra pasión, el béisbol. Recibió una oferta para jugar en Philadelphia Phillies después del instituto pero se inscribió en el ejército diciendo adiós a aquel sueño. [cita requerida]

### Inspirado por Elvis Presley
Tras retirarse del ejército, Jenkins siguió con su carrera musical. Tras escuchar Mistery Train de Elvis Presley comenzó a escribir música rock. De forma lógica, mandó un membrete a Sun Records en Memphis, Tennessee trabajando junto a Sam Phillips, propietario y fundador de Sun Studios para conseguir el sonido de manera natural [cita requerida]

### Nombre artístico
Jenkins pensó que su nombre no era comercial y se cambió su nombre en 1957. (Harold Lloyd Jenkins continuó como su nombre de nacimiento). Leyendo un mapa de carretera, localizó dos localidades, Conway, Arkansas y Twitty, Texas, de este modo se hizo llamar "Conway Twitty". [cita requerida]
Según otra versión, en un restaurante neoyorquino Jenkins conoció a través de su representante a un hombre de Richmond que se llamaba Conway Twitty Jr. El representante había servido en el ejército junto al auténtico Conway Twitty. Posteriormente, el representante sugirió a Jenkins que adoptara el nombre como nombre artístico, pues tenía algo que sonaba bien. El Conway Twitty de Richmond grabó más adelante, a mediados de los años 1960, la canción What's in a Name But Trouble ("¿Qué trae un nombre, aparte de problemas?"), lamentando haber cedido su nombre a Jenkins.
También hubo rumores de que el artista tuvo amantes en Conway al igual que en Twitty. Su nombre artístico fue un recuerdo constante de sus amores mientras estaba lejos.

### Sus primeros éxitos
En 1958 se grabó It's Only Make Believe siendo el primero de nueve hits del Top 40 de Twitty, solamente con el número 2 vendió ocho millones de copias. La canción fue compuesta entre Conway Twitty y Jack Nance mientras estaban en Hamilton, Ontario actuando en el Flamingo Lounge.

## En la cultura popular
En el popular juego Grand Theft Auto: San Andreas se puede escuchar Louisiana Woman, Mississippi Man (interpretada por Twitty y Loretta Lynn) en la ficticia emisora de radio K-ROSE de música country.
Conway Twitty ha aparecido en los episodios de Padre de familia: Bill and Peter's Bogus Journey, Peter's Daughter, The Juice Is Loose, It's A Trap y Lois Comes Out of Her Shell (en este último como "Conway Bieber") en forma de clips musicales de actuaciones en el programa Hee Haw como parte de la serie donde se decide no seguir con el humor. Cada clip es presentado por un personaje a los televidentes, el cual dice "Damas y caballeros, con ustedes, Conway Twitty". A diferencia de otros episodios en el que solo se muestra un trozo pequeño de alguna actuación, en The Juice Is Loose se puso una canción entera. De acuerdo al comentario en audio del DVD, Seth MacFarlane declaró que esos sketches son sus gags non sequitur favoritos de toda la serie.